# Zrakoplovna baza Omidije
Zrakoplovna baza Omidije (IATA kod: OMI, ICAO kod: OIAJ) smještena je nedaleko od grada Omidije u jugozapadnom dijelu Irana odnosno pokrajini Huzestan. Nalazi se na nadmorskoj visini od 26 m. Zračna luka ima dvije asfaltirane uzletno-sletne staze dužine 4115 i 3505 m, a njena namjena je prvenstveno vojne prirode. Prije Iranske revolucije korištena je kao pomoćna baza, dok je na značaju dobila tijekom iransko-iračkog rata kada je bila jednom od strateških okosnica iranskog ratnog zrakoplovstva.

## Vanjske poveznice
- (engl.) DAFIF, World Aero Data: OIAJ  Arhivirana inačica izvorne stranice od 5. ožujka 2019. (Wayback Machine)
- (engl.) DAFIF, Great Circle Mapper: OMI